# Skör demokrati
Skör demokrati – det öppna samhällets motkrafter i svensk offentlig debatt, kultur och forskning är en antologi utgiven i maj 2022 på förlaget Fri Tanke med Sten Widmalm och Thomas Persson som redaktörer och som skrev två kapitel tillsammans. Övriga författare är Sharon Rider, Anna Victoria Hallberg, Siri Sylvan, Torbjörn Elensky, Håkan Lindgren, Emma Høen Bustos, Mats Hyvönen, Johannes Heuman och Kay Glans.
Bokens huvudsakliga tema är demokratins utsatthet.

## Bakgrund
Sten Widmalm och Thomas Persson jobbar med ett forskningsprojekt som heter "Det öppna samhället" som behandlar demokratihot.:50s Projektet tillkom på grund av en sexton år lång obruten nedåtgående trend i graden av demokrati och en oro för att både Sverige och andra delar av världen får mindre öppna samhällen. Boken är en delrapport i forskningsprojektet och är den andra delen i skriftserien Det  öppna  samhället. Den första delen i skriftserien är rapporten Sårbarheter för informationspåverkan – En forskningsöversikt inför det svenska valet 2022.
Widmalm hade i samtal med studenter kring ämnen om jämställdhet och miljö noterat att allt fler studenter ansåg att demokrati inte var så viktigt i relation till de ämnena; att studenterna inte såg jämställdhet och miljö som beroende av demokrati.:1h0m48s

### Finansiering
För arbete med boken söktes och beviljades finansiering från Myndigheten för samhällsskydd och beredskap (MSB), men finansiering för projektet flyttades senare till Myndigheten för psykologiskt försvar (MPF). Boken har även fått bidrag från Vetenskapsrådet och ESO.:4m45s

## Innehåll
I förordet skriver Widmalm och Persson att med tanke på hur illa ställt det är med demokratin i världen är det oroväckande att Peter Forsskåls upplysningsidéers betydelse för tryckfrihet och yttrandefrihet har glömts bort. Att många länder har utvecklats i en auktoritär riktning och en nedgång i demokratin i världen tros delvis bero på den snabba spridningen av populism och politisk extremism av olika slag. De skriver hur covid-19-pandemin utnyttjades som en ursäkt av auktoritära ledare för att beskära friheter och tysta oppositionella. Redaktörerna skriver att grundläggande friheter, till och med tankefriheten, är ansatta även i Sverige; att boken handlar om hur det bidrar till självcensur, tystnadskultur och intolerans vilket leder till att demokratin äts upp inifrån. Boken fokuserar inte på hot eller påverkan från "främmande makt" som auktoritära stater, utan på de påfrestningar som demokratin utsätts för av "krafter som ser sig som demokratiska, men som tycks ha tappat förståelsen för hur en demokrati fungerar."
Antologin lyfter att hoten mot demokratin kommer inifrån. Medförfattaren Sylvan sade att "Det handlar inte så mycket om att det är nazister som demonstrerar på gatorna och öppet vill avskaffa demokratin." och att det är inte bara ett hot mot demokratiska institutioner, utan också ett hot mot den demokratiska kulturen; att stödet för demokratins grundläggande värderingar vacklar.:2m43s
Boken består dels av tio fristående kapitel som berör demokratins utsatthet:
- demokratins tillstånd och de ideal om en fri debatt som är en förutsättning för det öppna samhället[2]
- hur öppenheten i den svenska demokratin påverkas av digitala medier[2]
- mobbning och utstötning i offentliga debatter[2]
- förföljelsekampanjer och försök att tysta meningsmotståndare[2]
- växande misstro mot expertis och rationell argumentation och effekten av detta på demokrati som styrelseform[2]
- den bristande förståelsen för vad demokrati är[3]:20m59s

Sharon Rider skriver om de demokrativillkor som måste uppfyllas för att statligt stöd ska utdelas till föreningar, medier och forskning, och att villkoren paradoxalt kan leda till motsatt effekt. Anna Victoria Hallberg utforskar begreppet kritiskt tänkande. Siri Sylvan utforskar experternas förändrade roll och status under populismens ökande inflytande. Torbjörn Elensky beskriver begreppet självcensur. Håkan Lindgren skriver om begreppet cancelkultur där individer stämplas som oönskade. Emma Høen Bustos skriver om hur kulturpolitiken, akademin och den offentliga debatten påverkas av omfattande normstyrning. Mats Hyvönen skriver om hur sociala medier används för att tysta meningsmotståndare och därmed urholkar den akademiska friheten. Johannes Heuman jämför hur yttrandefrihetskriser har behandlats i Sverige och Frankrike och skriver om vad som är utmärkande för den svenska kulturdebatten. Kay Glans ger exempel på när minoritetsmakt kan inskränka andras (inte minst majoritetens) friheter och skriver att demokratin står inför ett balkaniseringshot som kan få långtgående konsekvenser för samhället och demokratin.
De fristående kapitlen följs av ett kapitel där Widmalm och Persson drar "slutsatser om de krafter som gärna betraktar sig själva som goda demokrater, men som trots det ändå tycks bidra till ett mer slutet samhälle." Redaktörerna skriver att det finns "eliter i Sverige som, mer eller mindre medvetet, förråder de demokratiska idealen", och de beskriver den politiska kulturen som präglad av slapphet, okunnighet och indifferens i relation till demokratiska principer.:30m21s

## Övrigt om boken
I intervjuer sammanfattade Sten Widmalm de största motkrafterna mot demokratin som drev; cancelkultur; överambitiös normstyrning från staten av kultur, forskning och journalistik.:2m8s Widmalm sade att när det uppifrån politiskt skapas en matta av värderingar som alla måste uppfylla kan den användas väldigt godtyckligt av till exempel lika-villkorsspecialister på institutioner och i offentliga organ. Även om föresatserna är goda skapar det problem när man travar värderingarna på varandra som sedan kommer i konflikt med friheter som trängs undan. Den som är förslagen och cynisk, och vill maximera sin egen makt kan använda det som ett vapen för att rensa ut personer som inte säger rätt saker eller personer som den tycker illa om, något som för tankarna till rödgardister. Utöver att det kan skada andra individer försämras det vetenskapliga klimatet och det vetenskapliga samtalet; den demokratiska miljön förstörs.:23m10s Det kan också komma krav på normer inom en organisation, där anställda driver fram begränsande normkulturer.:6m10s
Andra problem var att medier i allt mindre utsträckning rapporterade enligt principen om konsekvensneutralitet, och istället hade egna agendor som filtrerade nyheterna innan de nåde publiken;:6m26s segregation;:6m41s en historiesyn där bitar av vår egen historia raderades genom skolsystemet;:7m6s att Sverige gick i samma riktning som USA och Storbritannien där cancelkultur på universitet och i massmedia redan var mycket värre.:7m24s Han problematiserade att chefer och ledningar på universitet och högskolor inte skyddade forskningsfriheten och åsiktsfriheten för de anställda. Han nämnde debatten om Konstfacks lokal Vita havet och sade att konstvetaren Sara Kristoffersson hade hanterats på ett oacceptabelt sätt.:50m40s Widmalm kallade drevet 2018 mot Ann-Sofie Hermansson för en öppen mobbningskampanj som verkade avskräckande för andra att engagera sig i det offentliga samtalet.:9m39s Han sade att cancelkulturen i västvärlden delade vissa drag från kulturrevolutionen i Kina.:54m40s Christer Sturmark inflikade att han i cancelkulturen såg ett gemensamt ideal om renhet som återkommer i många religiösa traditioner, men även i sekulära religioner som detox, dieter eller ekologiskt odlad mat.:55m51s Sylvan sade att en aspekt som möjliggör cancelkultur på arbetsmarknaden är sårbarheten i att alla var sina personliga varumärken vilket kunde göra det svårt att skilja mellan det privata och offentliga.:25m09s
Widmalm redogjorde för delar av resultaten från en undersökning beställd från SOM-institutet ("Du sköra nya värld") som handlade om tolerans mot meningsmotståndare och summerade det med att "vi gillar demokrati, men vi gillar inte åsiktsskillnader, och är det för mycket så är vi beredda att stänga ner.":43m35s Det var väldigt utbrett att vara beredd att dra in rättigheter för de som inte tyckte lika som en själv, eller inte kunna ha vanliga jobb som andra, kunna ställa upp i allmänna val, eller demonstrera.:11m46s Det fanns starka traditioner i andra länder i västvärlden att undersöka begreppet politisk tolerans, men inte i Sverige då det inte hade varit riktigt accepterat att ställa den typen av frågor.:13m0s
Ett annat resultat visade att 53% av de svarande uppgav att de inte ansåg sig kunna tala öppet om sina uppfattningar eftersom andra kunde tycka att uppfattningarna var stötande.:48m35s Widmalm sade att "Det finns i Sverige en utbredd norm som går ut på att alla ska väl egentligen tycka lika. Men hela idén med demokrati det är att vi ska faktiskt få vara olika och tycka olika.":50m18s Idén att alla ska tycka lika och gilla varandra sade Widmalm var auktoritär:9m56s och kräver strikt statlig kontroll med en tankepolis.:18m11s Han sade att frågan var inte om vi ogillar andra utan hur vi hanterade det, och att det i demokratin fanns lösningar för det; att skillnaderna gav spelrum för idéer, konst, en levande kultur och en levande debatt; att åsiktsskillnaderna var viktiga för att undvika extremism.:18m55s Medförfattaren Siri Sylvan sade att vi pratade mycket om polarisering som ett problem idag, och att "Det bjuder in till en föreställning om att det vi behöver mer av är enighet, [men] demokratin ska ju kunna härbärgera olikhet; det är ju själva poängen." Hon menade att begreppet tolerans kunde vara användbart för att förmedla den grundtanken.:16m55s
Enligt Widmalm visade undersökningen att intoleransen i genomsnitt var högre bland kvinnor än män, att lågutbildade var mer intoleranta än högutbildade, att äldre var något mer intoleranta. Om man klassificerade på partiidentifikation var de som sympatiserar med Sverigedemokraterna och Socialdemokraterna de mest intoleranta.:26m1s Widmalm har också sagt att män oftare självcensurerar sig än kvinnor.
Widmalm såg paralleller till kommunistskräcken under McCarthyismen i USA på 1940- och 1950-talet där människor jagades; att i dagens Sverige (2022) pågick samma mekanismer med styrning av forskning och media samt den ytterligare komponenten sociala medier. Han lyfte även att självcensuren i Sverige idag var värre än i USA under McCarthyismen.:16m45s
Widmalm återgav att Arend Lijphart hade bekymrats över hur folk på kontinenten, med olika religion och språk, grälade. Lijphart hade varit lika orolig över de skandinaviska länderna, och nämnde Norge, där homogenitet drev fram grupptänk och flockbeteende.:33m19s
Sylvan sade att vi stod inför flera bedömningsfrågor där det inte fanns ett objektivt svar, men istället många relevanta perspektiv och där alla relevanta perspektiv inte behöver vara perspektiv från experter. Hon sade "Det som är kanske det största problemet är att vi har för få perspektiv på samma verklighet. Snarare är det så att vi skapar olika verkligheter där alla som delar verklighetsbild bara har samma perspektiv. Det är på samma gång en splittring i verklighetsbilder, men också en homogenisering." och där de som delar verklighetsbild också delar perspektiv.:43m0s Widmalm sade att det verkade som att metoden som användes för att motverka rasism bidrog till att man talar mindre med varandra över gruppgränser.:38m
Widmalm sade att det var ett stort problem att vi idag kraftigt hade tvättat vår historia för att den skulle tillrättaläggas efter en ideologisk syn.:51m36s Han sade att vi idag begick ett fundamentalt fel när vi tolkade och strök i historien, vilket fick följden att vi förlorade vårt historiska förstånd och istället fick ett revolutionärt tänkande.:53m36s Han sade att Ayaan Hirsi Ali hade rätt när hon beskrev att det fanns ett fiendskap mot upplysningen.:52m54s Sylvan sade om att riva statyer och ersätta memorialnamn att "Vi har ju väldigt många viktiga personer i historien som definitivt inte var moraliskt 'rena' på något sätt." men att deras primära roll i historien hade betydelse; att det fanns en fara i att inspireras av de amerikanska initiativen rakt av eftersom den svenska kontexten var väldigt annorlunda.:49m06s
Widmalm sade att "segregation, när den blir så extrem som den håller på att bli i Sverige idag, den gör att det blir svårt att ha en demokrati.":58m24s
I en intervju problematiserade Widmalm hur den politiska intoleransen begränsade debatten i Sverige, till exempel när personer utmålas som rasister.
Widmalms uppfattning var att regering och riksdag hade varit pådrivande för en överdriven och skadlig normstyrningspolitik i Sverige; att de hade gått för långt i att detaljstyra vilka normer som skulle gälla och på vilket sätt de skulle få effekt på hur medborgarna skulle tänka; att de inte hade idkat den återhållsamhet som krävdes för att hålla en demokrati vid god vigör.:52m28s En nödvändighet för att komma tillrätta med problemen, enligt Widmalm, var att förbättra skolan. Han sade att "Försämringen av den svenska skolan har följt med en slags avdemokratisering inifrån.":53m10s